# LibreOffice Impress
LibreOffice Impress è un elaboratore di presentazioni libero, componente del software di produttività personale LibreOffice, nato nel 2010 da un fork di OpenOffice.org Impress.
Come per l'intero pacchetto LibreOffice, Impress può essere utilizzato su una varietà di piattaforme, tra cui Microsoft Windows, GNU/Linux, FreeBSD e Solaris.

## Caratteristiche
Impress è in grado di aprire, modificare e salvare le presentazioni in diversi formati, tra i quali quello di default OpenDocument (.odp) e i proprietari di Microsoft PowerPoint, .ppt e .pptx, sebbene con qualche difetto di impaginazione e formattazione. È possibile esportare una diapositiva in un file immagine, impostando anche alcune caratteristiche come, ad esempio, la qualità di compressione.
Il programma possiede alcune funzioni presenti in Writer come il completamento automatico delle parole, la formattazione automatica e il controllo ortografico automatico.
Nel caso il pc su cui gira la presentazione sia collegato a 2 schermi, sullo schermo principale verrà visualizzata la diapositiva, mentre sul secondo schermo verrà mostrata un'anteprima della diapositiva successiva (o della stessa diapositiva con l'animazione successiva già applicata).